# Рокитниця (Володимирський район)
Роки́тниця — село в Україні, в Устилузькій міській громаді Володимирського району Волинської області.

## Історія
Село Рокитниця засноване у 1570 році[джерело?].
У 1906 році село Хотячівської волості Володимир-Волинського повіту Волинської губернії. Відстань від повітового міста складала 18 верст, 7 верс від волості. Налічувалось 31 подвір'їв та 31 мешканців.
З серпня 2015 року село увійшло до складу новоутвореної Устилузької міської громади.
12 червня 2020 року, відповідно до розпорядження Кабінету Міністрів України № 708-р «Про визначення адміністративних центрів та затвердження територій територіальних громад Волинської області», увійшло до складу Устилузької міської територіальної громади.
19 липня 2020 року, в результаті адміністративно-територіальної реформи та ліквідації  Володимир-Волинського району(1940—2020), село увійшло до новоутвореного Володимир-Волинського району (від 18 липня 2022 Володимирського).

## Населення
За переписом УРСР 1989 року чисельність наявного населення села становила 124 особи, з яких 51 чоловік та 73 жінки.
За переписом населення України 2001 року в селі мешкало 188 осіб. Кількість дворів (квартир) — 61, з них 11 нових (після 1991 року).

## Мова
Розподіл населення за рідною мовою за даними перепису 2001 року:
| Мова       | Відсоток |
| ---------- | -------- |
| українська | 97,86 %  |
| російська  | 2,14 %   |

## Інфраструктура
В селі працює торговельний заклад, 2 телефонних станції. Село негазифіковане.

## Транспорт
Автошляхи з твердим покриттям у незадовільному стані. Наявне регулярне транспортне сполучення з районним та обласним центрами. За 1,5 км від села розташована станція Ізов, на якій діє прикордонний пункт контролю з Польщею Ізов — Грубешів.

## ЗМІ
В селі доступні телеканали: 1+1, Інтер, Обласне телебачення. Радіомовлення здійснюють радіостанції «Промінь», «Світязь», «Суспільне Луцьк».